# Anonidium
Genre
Anonidium est un genre de plantes à fleurs de la famille des Annonaceae originaire d'Afrique tropicale.

## Liste d'espèces
Selon Catalogue of Life (13 janvier 2018) :
- Anonidium floribundum Pellegr.
- Anonidium laurentii (Engl. & Diels) Engl. & Diels
- Anonidium le-testui Pellegr.
- Anonidium mannii (Oliv.) Engl. & Diels
- Anonidium usambarense R. E. Fr.

Selon The Plant List (13 janvier 2018) :
- Anonidium floribundum Pellegr.
- Anonidium le-testui Pellegr.
- Anonidium mannii (Oliv.) Engl. & Diels
- Anonidium usambarense R.E.Fr.

Selon Tropicos (13 janvier 2018) (Attention liste brute contenant possiblement des synonymes) :
- Anonidium brieyi De Wild.
- Anonidium floribundum Pellegr.
- Anonidium friesianum Exell
- Anonidium laurentii (Engl. & Diels) Engl. & Diels
- Anonidium letestui Pellegr.
- Anonidium mannii (Oliv.) Engl. & Diels
- Anonidium usambarense R.E. Fr.